# Blanquefort, Gironde
Blanquefort là một xã thuộc tỉnh Gironde trong vùng Aquitaine tây nam nước Pháp. Blanquefort là ngoại ô của đô thị Bordeaux.
Blanquefort tọa lạc trong khu vực sản xuất rượu nho nổi tiếng.